# European Journal of Entomology
European Journal of Entomology – recenzowane czasopismo naukowe, publikowane przez Instytut Entomologii Czeskiej Akademii Nauk oraz towarzystwo Česká společnost entomologická. Wydawane jest w języku angielskim i zawiera artykuły z dziedziny ogólnej, doświadczalnej, systematycznej i stosowanej entomologii. Przyjmowane są artykuły nie tylko dotyczące owadów, ale także wijów, szczękoczułkowców i lądowych skorupiaków.
Pismo zostało utworzone w 1904 roku przez towarzystwo naukowe Česká společnost entomologická pod nazwą "Acta Societatis Entomologicae Bohemiae". Obecne logo czasopisma stanowi pluskwiak kowal bezskrzydły, który został wprowadzony jako gatunek modelowy dla europejskiej entomologii.
Czasopismo jest indeksowane przez: ISI Web of Knowledge, Entomology Abstracts, Biological Abstracts, Zoological Record oraz CAB International.